# 九黎
九黎，又稱黎，是中國漢族上古傳說中的一個部落，大约生活於今黃河下游一帶，即山东、河北、江苏地区。傳說蚩尤為其首領，有八十一個兄弟，都是九黎酋長，蚩尤是大酋長。他們信奉巫教，雜拜鬼神，並編有刑法。後來炎帝黃帝盟軍與蚩尤在涿鹿（今河北涿鹿縣、懷來一帶）大戰，蚩尤以失敗告終。
最早提及九黎的現存文獻是《國語》：「九黎亂德，民神雜糅，不可方物」。

## 简介
九黎之中有一支叫羽人或羽民的，他们信奉鸟、兽，把牠们当作祖先，因而信仰、崇拜鸟、兽图腾，而良渚文化中玉器上的神秘图案下部分似乎也象鸟、兽，也是良渚人崇拜的一种图腾。所以良渚人就是羽人或羽民。从各种习俗上看，九黎很可能為百越部落先祖。
民族和国家从部落发展而来，许多历史事实表明，九黎是东方最早最大的部落联盟，是由许多部落组成的，它是汉族及苗族的先民之一。“九黎”是漢城传说时代活动在九州大地上的一个部落联盟之一，九黎並非民族集合，也非單一民族。最早提及九黎的现存文献是《国语》：“九黎乱德，民神杂糅，不可方物”。
蚩尤是九黎部落联盟的首领，有八十一个兄弟，都是九黎酋长，蚩尤是大酋长。他们信奉巫教， 掌握文化的人称为“巫”，杂拜鬼神，并编有刑法，并能用铜制造兵器。这些文化对于后来的华夏部族有深刻的影响。有人认为五刑即由此而来。
九黎势力很大，上古传说中三皇五帝中的天皇燧人、地皇伏羲、人皇神農皆从东夷九黎出。帝俊、太一、曦和等神话体系亦出自东夷九黎。
黄帝与蚩尤在涿鹿大战，而以九黎的失败告终。九黎经过长期斗争，一部分留在北方，建立了黎国，后来灭于周朝（西伯勘黎）；一部分参加了黄炎部落联盟，可能即“黎民”，成為华夏部族；另一部分退到南方江汉流域，建立了三苗部落联盟。

## 苗族与九黎
有學者認為苗族与漢族古史传说时代的蚩尤、九黎有着密切的关系。如《风俗通义》说：“颛顼有子曰黎，为苗民。”同时，古代《苗经》及苗民《姓氏歌》都说古代苗民大姓的首领是“纹黎够尤”，即“九黎蚩尤”。苗族长期以来尊蚩尤为其始祖，把他当作祖先和英雄加以崇拜。如今各地苗族都有关于蚩尤的传说，有的地方称为“尤公”；在川南、黔西北等地区还有蚩尤庙，受到苗族人民的信奉。”湖南城步的苗族有祭“枫神”为病人驱除“鬼疫”的风俗，装扮“枫神”的人，头上反戴铁三脚，身上倒披蓑衣，脚穿钉鞋，手持一根上粗下细的圆木棒。这位令人敬畏的“枫神”就是蚩尤，与《山海经·大荒南经》所载的“蚩尤所弃其桎梏是为枫木”的传说有联系。黔东南的《苗族古歌》中有一首叫《枫木歌》，歌中唱道：“枫树生妹榜，枫树生妹留……榜留和水泡，游方十二天，成双十二夜，怀十二个蛋，生十二个宝。”其中从黄色的蛋里孵出了苗族的祖先——姜央，因而这里的苗族将与蚩尤有直接关系的枫木作为始祖看待。
但也有學者認為蚩尤与三苗没有关系，三苗与今之苗族也没有关系。因在先秦时代的文献中，一直找不到将蚩尤与“苗”联系起来的记载，在古文献中并没有发现蚩尤与三苗、苗民的关系的直接记载，恰恰相反，《尚书·吕刑》中明确说明了“苗民”这个群体已经被灭绝了，只是到了明朝田汝城才明确地将今之苗族与古之三苗联系起来，加上三苗与苗在字面上的相同，比较容易为人接受，苗族的族源逐渐追溯到了以蚩尤为首的九黎；从考古学上也找不到蚩尤与苗民关系的证据，即要论证屈家岭文化是由大汶口文化发展而来。如果我们认为苗民由九黎演变而来，则意味着屈家岭文化由大汶口文化演变而来，但屈家岭文化与皂下市下层文化、大溪文化是一脉相承的，继承性的，当屈家岭文化过度到石家河文化时期，这一文化区才有一些变化，但这种变化也不是替代性的，同样是以继承为主。因此说，考古学上并不支持三苗由九黎发展而来的论点。又假设三苗由九黎发展而来，那么还要面临另一个问题，即今日之苗族是否就是来源于古三苗。持否定态度者在20世纪初期并非少数，如陈国均、章炳麟、凌纯声，芮逸夫等诸多学者皆持此论。
亦有學者指出“蚩尤是苗族祖先”的说法起源自清末的法国汉学家拉克伯里，此汉学家提出“华夏起源于巴比伦，后迁入中国，击败当地土著首领蚩尤，蚩尤属下余众或沦为奴隶，或逃到南方成为后来的苗族”，他的学说被诸多日本学者吸纳，接得影响当时留日的中国学者（如梁启超、章太炎），此观点正式被中国官方组织编写的《苗族简史》收纳于其中，自此苗族历史被人为历史重构完成。

## 黎族
百越中的南越一支，後成為黎族先祖。

## 脚注
1. ↑  《史记·五帝本纪·集解》孔安国曰：“九黎君号蚩尤。”《国语·楚语》注中说：“九黎，蚩尤之徒也。”《书·吕刑释文》、《吕氏春秋·荡兵》、《战国策》高诱注，都说蚩尤是九黎之君，所以，称之为“蚩尤九黎”或“九黎蚩尤”。